# ロレンツォ・ファン・クレーフ
ロレンツォ・ファン・クレーフ（Lorenzo van Kleef、2001年1月26日）は、オランダ・デン・ハーグ出身のサッカー選手。ADOデン・ハーグ所属。ポジションはMF。

## クラブ経歴
2016年4月3日、ADOデン・ハーグと自身初のプロ契約を結んだ。それから3年後の2019年8月11日、エールディヴィジのPSVでADOでのトップチーム初出場を果たした。

## 個人成績
2019-20シーズン終了時点
| クラブ       | シーズン     | リーグ戦         | リーグ戦 | リーグ戦 | カップ戦 | カップ戦 | 通算 | 通算 |
| クラブ       | シーズン     | ディヴィジョン   | 試合     | 得点     | 試合     | 得点     | 試合 | 得点 |
| ------------ | ------------ | ---------------- | -------- | -------- | -------- | -------- | ---- | ---- |
| ADO          | 2019-20      | エールディヴィジ | 2        | 0        | -        | -        | 2    | 0    |
| キャリア通算 | キャリア通算 | キャリア通算     | 2        | 0        | 0        | 0        | 2    | 0    |